# Wahlenbergia saxicola
Wahlenbergia saxicola là loài thực vật có hoa trong họ Hoa chuông. Loài này được (R.Br.) A.DC. miêu tả khoa học đầu tiên năm 1830.